# Petišovci
Petišovci (węg. Petesháza) – wieś w Słowenii, w gminie Lendava. 1 stycznia 2018 liczyła 812 mieszkańców.